# Taekwondo nos Jogos Olímpicos de Verão da Juventude de 2010 - Mais de 73 kg masculino
A competição da categoria mais de 73 kg masculino do taekwondo nos Jogos Olímpicos de Verão da Juventude de 2010 foi realizada em 19 de agosto no Centro Internacional de Convenções, em Singapura. Um total de oito rapazes competiram neste evento, limitado a lutadores com peso corporal superior a 73 quilogramas. As quartas-de-final foram disputadas a partir das 14:16, as semifinais a partir das 19:02 e a final às 20:09, sempre no horário de Singapura. Foram distribuídas duas medalhas de bronze em todas as competições do taekwondo.

## Medalhistas
| Ouro   | CHN Liu Chang                       |
| Prata  | GER Ibrahim Ahmadsei                |
| Bronze | CAN Stefan Bozalo JOR Yazan Alsadeq |

## Resultados
Legenda
- PTG — Vitória por diferença de pontos
- SUP — Vitória por superioridade
- OT — Vitória na prorrogação (Ponto de Ouro)

|  | Quartas-de-final       | Quartas-de-final     |                      |   | Semifinais | Semifinais |  |  | Final | Final |
|  |                        |                      |                      |   |            |            |  |  |       |       |
|  | 19 de agosto – 14:16   |                      |                      |   |            |            |  |  |       |       |
|  |                        |                      |                      |   |            |            |  |  |       |       |
|  | MEX José Ramos         | 5                    |                      |   |            |            |  |  |       |       |
|  | MEX José Ramos         | 5                    | 19 de agosto – 19:02 |   |            |            |  |  |       |       |
|  | JOR Yazan Alsadeq      | 6                    |                      |   |            |            |  |  |       |       |
|  | JOR Yazan Alsadeq      | 6                    | JOR Yazan Alsadeq    | 1 |            |            |  |  |       |       |
|  | 19 de agosto – 14:32   |                      | JOR Yazan Alsadeq    | 1 |            |            |  |  |       |       |
|  |                        | CHN Liu Chang        | 2                    |   |            |            |  |  |       |       |
|  | CHN Liu Chang          | CHN Liu Chang        | 2                    | 7 |            |            |  |  |       |       |
|  | CHN Liu Chang          |                      | 19 de agosto – 20:09 | 7 |            |            |  |  |       |       |
|  | INA Macho Hungan       | 2                    |                      |   |            |            |  |  |       |       |
|  | INA Macho Hungan       | 2                    | CHN Liu Chang        | 5 |            |            |  |  |       |       |
|  | 19 de agosto – 14:48   |                      | CHN Liu Chang        | 5 |            |            |  |  |       |       |
|  |                        | GER Ibrahim Ahmadsei | 4                    |   |            |            |  |  |       |       |
|  | PER Christian Ocampo   | GER Ibrahim Ahmadsei | 4                    | 0 |            |            |  |  |       |       |
|  | PER Christian Ocampo   | 19 de agosto – 19:18 |                      | 0 |            |            |  |  |       |       |
|  | CAN Stefan Bozalo      | 8                    |                      |   |            |            |  |  |       |       |
|  | CAN Stefan Bozalo      | 8                    | CAN Stefan Bozalo    | 3 |            |            |  |  |       |       |
|  | 19 de agosto – 15:04   |                      | CAN Stefan Bozalo    | 3 |            |            |  |  |       |       |
|  |                        | GER Ibrahim Ahmadsei | 4                    |   |            |            |  |  |       |       |
|  | BLR Aliaksandr Shmakau | GER Ibrahim Ahmadsei | 4                    | 5 |            |            |  |  |       |       |
|  | BLR Aliaksandr Shmakau |                      |                      | 5 |            |            |  |  |       |       |
|  | GER Ibrahim Ahmadsei   | 6                    |                      |   |            |            |  |  |       |       |
|  | GER Ibrahim Ahmadsei   | 6                    |                      |   |            |            |  |  |       |       |